# Satyrus bryce
Satyrus bryce är en fjärilsart som beskrevs av Jacob Hübner 1790/93. Satyrus bryce ingår i släktet Satyrus och familjen praktfjärilar. Inga underarter finns listade.